# Sphaeradenia compacta
Sphaeradenia compacta är en enhjärtbladig växtart som beskrevs av R.Erikss. Sphaeradenia compacta ingår i släktet Sphaeradenia och familjen Cyclanthaceae. Inga underarter finns listade.